# Ardheslaig
Ardheslaig (Schots-Gaelisch: Àird Heisleag) is een kustdorp in de Schotse lieutenancy Ross and Cromarty in het raadsgebied Highland.